# Kevin Randleman
Kevin Christopher Randleman (ur. 10 sierpnia 1971 w Sandusky, Ohio, zm. 11 lutego 2016 w San Diego) – amerykański zapaśnik i zawodnik mieszanych sztuk walk (MMA), były mistrz NCAA w zapasach amatorskich (styl wolny), a także mistrz organizacji UFC w wadze ciężkiej. W swojej karierze MMA występował w wadze ciężkiej oraz półciężkiej. Walczył dla takich organizacji jak: UFC, PRIDE, Strikeforce oraz WVR. Przez krótki okres również wrestler.
W swojej karierze zawodnika mieszanych sztuk walk znany był przede wszystkim ze starcia z Rosjaninem Fiodorem Jemieljanienko, na którym wykonał niebezpieczny rzut suplesowy. 
Randleman zmarł 11 lutego 2016 w wieku 44 lat z powodu niewydolności serca po przyjęciu do szpitala z zapaleniem płuc.

## Wrestling
Randleman był także wrestlerem - walczył w japońskich federacjach. Od stycznia 2004 roku występował w federacji HUSTLE. W styczniu 2009 wystąpił w show radiowym (należącym do WWE) pt. Absolute Wrestling Radio!, gdzie rozmawiał i udzielał wywiadów m.in. z Kofim Kingstonem.

## Osiągnięcia

### Mieszane sztuki walki
- Ultimate Fighting Championship
  - UFC Heavyweight Championship (1 raz)
  - Jednokrotnie obronił tytuł UFC Heavyweight Championship
  - Finalista turnieju o UFC Heavyweight Championship na gali UFC 20
- Universal Vale Tudo Fighting
  - Zwycięzca turnieju podczas gali UVTF 4
  - Finalista turnieju na gali UVTF 6
- Brazil Open
  - Finalista turnieju w wadze ciężkiej na gali Brazil Open '97
- Fight Matrix
  - Nokaut roku (Knockout of the Year) (2004) vs. Mirko Cro Cop 25 kwietnia 2004
- FIGHT! Magazine
  - Nokaut roku (Knockout of the Year) (2004) vs. Mirko Cro Cop 25 kwietnia 2004
- MMA Fighting
  - Most Lopsided Upset of the Year (2004)

### Zapasy
- Galeria Sław Ohio State University (dodany 11 września 2004)
- Galeria Sław Sandusky High School (dodany 6 maja 2006)
- 3-krotny mistrz Big Ten Conference

Wyniki w NCAA Division I:
- 1993: 177 lbs − 1. miejsce
- 1992: 177 lbs − 1. miejsce
- 1991: 167 lbs − 2. miejsce

## Lista zawodowych walk MMA
| Wynik     | Bilans  | Przeciwnik            | Rozstrzygnięcie                          | Runda | Czas  | Rozgrywki                               | Data       | Miejsce         | Uwagi                                                                         |
| --------- | ------- | --------------------- | ---------------------------------------- | ----- | ----- | --------------------------------------- | ---------- | --------------- | ----------------------------------------------------------------------------- |
| Przegrana | 17-16-0 | Baga Agajew           | Poddanie (dźwignia na staw łokciowy)     | 1     | 4:05  | Pro FC: Randleman vs. Agaev             | 07.05.2011 | Chabarowsk      | Zakończył karierę.                                                            |
| Przegrana | 17-15-0 | Roger Gracie          | Poddanie (duszenie zza pleców)           | 2     | 4:10  | Strikeforce: Heavy Artillery            | 15.05.2010 | Saint Louis     |                                                                               |
| Przegrana | 17-14-0 | Stanisław Nedkow      | Decyzja (niejednogłośna)                 | 3     | 5:00  | World Victory Road Presents: Sengoku 11 | 07.11.2009 | Tokio           |                                                                               |
| Przegrana | 17-13-0 | Mike Whitehead        | Decyzja (jednogłośna)                    | 3     | 5:00  | Strikeforce: Lawler vs. Shields         | 06.06.2009 | Saint Louis     |                                                                               |
| Wygrana   | 17-12-0 | Ryo Kawamura          | Decyzja (jednogłośna)                    | 3     | 5:00  | World Victory Road Presents: Sengoku 2  | 18.05.2008 | Tokio           |                                                                               |
| Przegrana | 16-12-0 | Mauricio Rua          | Poddanie (dźwignia na staw kolanowy)     | 1     | 2:35  | PRIDE 32: The Real Deal                 | 21.10.2006 | Las Vegas       | Randleman został zawieszony po walce za pozytywny wynik testu antydopingowego |
| Wygrana   | 16-11-0 | Fatih Kocamis         | Decyzja (jednogłośna)                    | 2     | 5:00  | Bushido Europe − Rotterdam Rumble       | 09.10.2005 | Rotterdam       |                                                                               |
| Przegrana | 15-11-0 | Kazuhiro Nakamura     | Decyzja (jednogłośna)                    | 3     | 5:00  | PRIDE Total Elimination 2005            | 23.04.2005 | Osaka           | Powrócił do wagi półciężkiej                                                  |
| Przegrana | 15-10-0 | Mirko Filipović       | Poddanie (duszenie gilotynowe)           | 1     | 0:42  | PRIDE Shockwave 2004                    | 31.12.2004 | Saitama         |                                                                               |
| Przegrana | 15-9-0  | Ron Waterman          | Poddanie (klucz na ramię)                | 1     | 7:44  | PRIDE Final Conflict 2004               | 15.08.2004 | Saitama         |                                                                               |
| Przegrana | 15-8-0  | Fiodor Jemieljanienko | Poddanie (kimura)                        | 1     | 1:33  | PRIDE Critical Countdown 2004           | 20.06.2004 | Saitama         | Ćwierćfinał turnieju PRIDE 2004 HW Grand Prix                                 |
| Wygrana   | 15-7-0  | Mirko Filipović       | KO (ciosy młotkowe)                      | 1     | 1:57  | PRIDE Total Elimination 2004            | 25.04.2004 | Saitama         | Powrócił do wagi ciężkiej. Pierwsza runda turnieju PRIDE 2004 HW Grand Prix   |
| Przegrana | 14-7-0  | Kazushi Sakuraba      | Poddanie (dźwignia na staw łokciowy)     | 3     | 2:36  | PRIDE Final Conflict 2003               | 09.11.2003 | Tokio           |                                                                               |
| Przegrana | 14-6-0  | Quinton Jackson       | TKO (ciosy pięściami)                    | 1     | 6:58  | PRIDE 25: Body Blow                     | 16.03.2003 | Jokohama        |                                                                               |
| Wygrana   | 14-5-0  | Murilo Rua            | TKO (rozcięcie)                          | 3     | 0:20  | PRIDE 24: Cold Fury 3                   | 23.12.2002 | Fukuoka         |                                                                               |
| Wygrana   | 13-5-0  | Kenichi Yamamoto      | TKO (ciosy kolanami)                     | 3     | 1:16  | PRIDE 23:Championship Chaos 2           | 24.11.2002 | Tokio           |                                                                               |
| Wygrana   | 12-5-0  | Michiyoshi Ohara      | Decyzja (jednogłośna)                    | 3     | 5:00  | PRIDE 22: Beasts From The East 2        | 29.09.2002 | Nagoja          |                                                                               |
| Wygrana   | 11-5-0  | Brian Foster          | KO (cios pięścią)                        | 1     | 0:20  | RFC: The Beginning                      | 13.07.2002 | Las Vegas       |                                                                               |
| Wygrana   | 10-5-0  | Renato Sobral         | Decyzja (jednogłośna)                    | 3     | 5:00  | UFC 35: Throwdown                       | 11.01.2002 | Uncasville      |                                                                               |
| Przegrana | 9-5-0   | Chuck Liddell         | KO (ciosy pięściami)                     | 1     | 1:18  | UFC 31: Locked and Loaded               | 04.05.2001 | Atlantic City   | Przeszedł do wagi półciężkiej                                                 |
| Przegrana | 9-4-0   | Randy Couture         | TKO (uderzenia)                          | 3     | 4:13  | UFC 28: High Stakes                     | 17.11.2000 | Atlantic City   | Stracił mistrzostwo UFC w wadze ciężkiej                                      |
| Wygrana   | 9-3-0   | Pedro Rizzo           | Decyzja (jednogłośna)                    | 5     | 5:00  | UFC 26: Ultimate Field of Dreams        | 09.06.2000 | Cedar Rapids    | Obronił mistrzostwo UFC w wadze ciężkiej                                      |
| Wygrana   | 8-3-0   | Pete Williams         | Decyzja (jednogłośna)                    | 5     | 5:00  | UFC 23: Ultimate Japan 2                | 19.11.1999 | Tokio           | Zdobył wakujące mistrzostwo UFC w wadze ciężkiej                              |
| Przegrana | 7-3-0   | Bas Rutten            | Decyzja (niejednogłośna)                 | 1     | 21:00 | UFC 20: Battle for the Gold             | 07.05.1999 | Birmingham      | Walka o wakujące mistrzostwo UFC w wadze ciężkiej                             |
| Wygrana   | 7-2-0   | Maurice Smith         | Decyzja (jednogłośna)                    | 1     | 15:00 | UFC 19: Ultimate Young Guns             | 05.03.1999 | Bay Saint Louis |                                                                               |
| Przegrana | 6-2-0   | Tom Erikson           | KO (cios pięścią)                        | 1     | 1:11  | Brazil Open '97                         | 15.06.1997 | Brazylia        | Finał turnieju                                                                |
| Wygrana   | 6-1-0   | Gustavo Homem de Neve | Poddanie (cios łokciem)                  | 1     | 2:21  | Brazil Open '97                         | 15.06.1997 | Brazylia        |                                                                               |
| Przegrana | 5-1-0   | Carlos Barreto        | Techniczne poddanie (duszenie trójkątne) | 1     | 22:24 | UVTF 6                                  | 03.03.1997 | Brazylia        | Finał turnieju                                                                |
| Wygrana   | 5-0-0   | Mario Neto            | Poddanie (ciosy pięściami)               | 1     | 11:24 | UVTF 6                                  | 03.03.1997 | Brazylia        |                                                                               |
| Wygrana   | 4-0-0   | Ebenezer Fontes Braga | Decyzja                                  | 1     | 20:00 | UVTF 6                                  | 03.03.1997 | Brazylia        |                                                                               |
| Wygrana   | 3-0-0   | Dan Bobish            | Poddanie (ciosy pięściami)               | 1     | 5:50  | UVTF 4                                  | 22.10.1996 | Brazylia        | Finał turnieju                                                                |
| Wygrana   | 2-0-0   | Geza Kalman           | TKO (ciosy pięściami)                    | 1     | 7:37  | UVTF 4                                  | 22.10.1996 | Brazylia        |                                                                               |
| Wygrana   | 1-0-0   | Luiz Carlos Macial    | Poddanie (ciosy pięściami)               | 1     | 5:14  | UVTF 4                                  | 22.10.1996 | Brazylia        |                                                                               |